# Milena Rezková
Milena Rezková (eigentlich Miloslava Rezková, zeitweise Hübnerová; * 22. Juli 1950 in Prag; † 19. Oktober 2014) war eine tschechische Hochspringerin, die für die Tschechoslowakei startend 1968 Olympiasiegerin wurde.
Mit 1,69 m war sie für eine Hochspringerin ungewöhnlich klein. Erst jenseits des 20. Lebensjahres wuchs sie noch 5 Zentimeter. Außer durch ihre Größe war sie durch immer wiederkehrende Hüftprobleme sowie durch ihre Kurzsichtigkeit (3 Dioptrien) gehandicapt. Da sie vor jedem Sprung die Brille abnahm, konnte sie die Latte nur verschwommen erkennen. Sie startete für den Verein Roter Stern Prag.

## Leben
Zusammen mit ihrer Schwester wuchs sie in Holešovice auf, wo sie die Masaryk-Schule besuchte. Das sportlich begabte Mädchen tanzte Ballett und betrieb Rhythmische Sportgymnastik. Zur Leichtathletik kam sie durch Zufall, als sie eine erkrankte Mitschülerin bei einem Hochsprungwettkampf vertrat und auf Anhieb gewann. Als 13-Jährige hatte sie eine Bestleistung von 1,33 m zu verzeichnen.
Ins Rampenlicht der Öffentlichkeit trat sie 1968, als sie in Jablonec nad Nisou überraschend die Landesmeisterschaft gewann. Zum Jahresbeginn hatte ihre persönliche Bestleistung bei 1,66 m gelegen. In der Hallensaison konnte sie sich auf 1,70 m steigern. Nun erfolgte in Jablonec eine Leistungsexplosion auf 1,82 m. Den Rat ihres Trainers Rudolf Hübner, sich durch nichts aus der Ruhe bringen zu lassen, befolgte sie auf eigentümliche Weise: Bei den Olympischen Spielen in Mexiko-Stadt vertrieb sie sich die Zeit zwischen den Sprüngen mit der Lektüre von Jerome K. Jeromes heiterem Buch Drei Mann in einem Boot, wobei sie zuweilen herzlich auflachte.
Nach ihren beiden Goldmedaillen bei den Olympischen Spielen 1968 und den  in Athen konnte sie keine weiteren Medaillen mehr gewinnen. Ihre Siegeshöhe von Athen reichte zwei Jahre später bei den Europameisterschaften in Helsinki nur für den fünften Platz, bei den Olympischen Spielen 1972 in München kam sie mit 1,82 m auf Rang 15, und bei den Europameisterschaften 1974 in Rom wurde sie mit 1,86 m Fünfte.
Viermal wurde sie nationale Meisterin (1968, 1969, 1972 und 1974). Im Jahr 1969 wurde sie zur tschechoslowakischen Sportlerin des Jahres gekürt. Ihren letzten Wettkampf bestritt sie 1977 in Tallinn.
Ihre 1970 geschlossene Ehe mit Rudolf Hübner scheiterte. Die alleinerziehende Mutter von Linda (* 1975) und Jiří (* 1982) wurde von Roter Stern Prag als Jugend-Trainerin beschäftigt. Miloslava Rezková bezeichnete ihr Leben mit Ausnahme der Jahre als Spitzensportlerin als „sehr alltäglich“. Sie starb am 19. Oktober 2014 im Alter von 64 Jahren an den Folgen einer Krebserkrankung.

## Internationale Platzierungen
- Olympische Spiele
1968 in Mexiko-Stadt: Gold mit 1,82 m vor der Russin Antonina Okorokowa und der Ukrainerin Walentyna Kosyr mit jeweils 1,80 m
1972 in München: Platz 15
- Europameisterschaften
1969 Athen: Gold mit 1,83 m vor Antonina Lasarewa(-Okorokowa) und ihrer Landsfrau Maria Mrachnová (Die ersten vier übersprangen 1,83 m.)
1971 in Helsinki: Fünfte mit 1,83 m (Siegeshöhe der Österreicherin Ilona Gusenbauer: 1,87 m)
1973 Rotterdam (Halle): Sechste
1974 in Rom: Fünfte mit 1,86 m (Siegeshöhe von Rosemarie Witschas (DDR): 1,95 m)
1975 Kattowitz (Halle): Elfte